# Cyperus fuligineus
Cyperus fuligineus là loài thực vật có hoa trong họ Cói. Loài này được Chapm. mô tả khoa học đầu tiên năm 1860.